# BE Group
BE Group — шведский оптовый продавец стали и алюминия, образованный в 1999 году в результате слияния Bröderna Edstrand Ab (Швеция) и Starckjohann Steel Oy (Финляндия). Рынки BE Group — это Швеция и Финляндия, а также страны Балтии, Россия, Польша, Чехия, Словакия, Дания. Головной офис компании находится в Мальмё. Штаб-квартира финского отделения BE Group находится в Лахти, Финляндия. Филиалы фирмы есть в Хельсинки, Йоэнсуу, Ювяскюля, Лаппеенранте, Лапуа, Оулу, Пори, Тампере, Турку.

## История
История BE Group началась в 1868 году, когда немец Питер Старкйоханн с партнерами основали в Выборге магазин бытовой техники Starckjohann & Co. После вхождения Выборга в Советский Союз фирма переехала в Лахти, где в 1950 году был открыт магазин бытовой техники. В 1960-х годах компания расширила сферу деятельности — во многих городах Финляндии помимо магазинов бытовой техники были открыты автосалоны и ремонтные мастерские. Были начаты оптовые продажи стали. В 1969 году компания объединилась с сетью магазинов Rautia (сейчас К-Раута), затем с Телко (Telko Oy). Starckjohann-Telko имела общенациональную службу складирования. Сфера деятельности компании теперь включала страны Скандинавии, страны СЭВ, Северную Америку.